# Amado Carrillo Fuentes
Amado Carrillo Fuentes (genannt El Señor de los Cielos, „Der Herr der Lüfte“, * 17. Dezember 1956 in Guamúchil; † 4. Juli 1997) war einer der meistgesuchten Verbrecher Mexikos, um den sich bis heute zahlreiche Legenden ranken. 
Er begründete das Juárez-Kartell, dessen Boss er bis zu seinem Tod im Jahre 1997 gewesen ist. Er soll seine Ware – meist Kokain – in einer eigenen Flotte von Boeing 727 transportiert und dabei erfolgreicher als jeder andere gewesen sein. Auch deshalb galt er manchen als der legitime Nachfolger des Kolumbianers Pablo Escobar. Der US-amerikanischen Drogenbekämpfungsbehörde DEA zufolge soll er in seinen besten Zeiten bis zu 200 Millionen US-Dollar wöchentlich verdient haben. Um seinen Verfolgern zu entgehen, unterzog sich Fuentes in Mexiko-Stadt einer Gesichtsoperation, an deren Folgen er am 4. Juli 1997 starb. 
Seine Leiche ruht heute in seinem Geburtsort Guamúchil in einem Marmorpalast. Allerdings glauben viele Mexikaner, Fuentes habe sein Ableben nur vorgetäuscht und lebe heute unter neuer Identität und mit neuem Aussehen weiter, unter anderem weil alle an der Operation beteiligten Chirurgen ermordet wurden.

## Kulturelle Rezeption
- Eine an die Person Fuentes angelehnte Figur kommt in Steven Soderberghs Film Traffic – Macht des Kartells am Rande vor.
- In der Fernsehserie El Chapo wurde er von Rodrigo Abed verkörpert.
- In der dritten Staffel der Netflix-Serie Narcos und deren Begleitserie Narcos: Mexico wurde er von José María Yazpik verkörpert.